# Tooji
Tooji, de son vrai nom Tooji Keshtkar, né le 26 mai 1987 à Chiraz, en Iran, est un chanteur norvégien d'origine iranienne.

## Biographie
Sa famille emménage en Norvège lorsqu'il est enfant.
À 16 ans, il commence une carrière de mannequin. Il travaille ensuite sur MTV Norvège où il présente les émissions "Super Saturday" et "Tooji's Top 10". 
Le 11 février 2012, il est choisi pour représenter la Norvège au Concours Eurovision de la chanson 2012 à Bakou, en Azerbaïdjan avec la chanson Stay (Reste). Il parvient à arriver en finale mais termine dernier de la compétition avec 7 points. Il est le porte-parole de la Norvège pour l'annonce des points pendant le Concours Eurovision de la chanson 2013 en Suède.

## Discographie

### EP
| Titre  | Détails                                                                    |
| ------ | -------------------------------------------------------------------------- |
| Stay   | - Sortie : 16 janvier 2012 - Format : Téléchargement - Label : Tooji Music |
| Father | - Sortie : 20 mai 2015 - Format : Téléchargement - Label : Kawaii Records  |

### Singles
| "Swan Song"            | 2008 | — | Single isolé |
| "Stay"                 | 2012 | 2 | Stay         |
| "If It Wasn't For You" | 2012 | — | Stay         |
| "Rebels"               | 2013 | — | Single isolé |
| "Packin' Guns"         | 2014 | — | Single isolé |
| "Cocktail"             | 2014 | — | Single isolé |
| "Money"                | 2015 | — | Single isolé |
| "L.Y.S"                | 2015 | — | Single isolé |
| "Father"               | 2015 | — | Father       |
| "Say Yeah"             | 2015 | — | Single isolé |
| "—" non classé.        |      |   |              |

## Vie privée
Tooji est ouvertement homosexuel.